# Rózsafa
Rózsafa (chorw. Biduš) – wieś i gmina w południowej części Węgier, na wschód od Szigetváru, między miejscowościami Bánfa i Nagypeterd.
Administracyjnie Rózsafa należy do powiatu Szigetvár, wchodzącego w skład komitatu Baranya i jest jedną z 46 gmin tego powiatu.

## Historia
Według tradycji miejscowość w okresie panowania Arpadów nosiła nazwy Vidusfalva lub Vitusfa.
Nazwa miejscowości pojawiła się po raz pierwszy w dokumentach w 1330 roku jako Scentmihalfolua, w imieniu pewnego szlachcica świadczącego w sprawie dotyczącej Almamellék. Już wtedy znajdował się tam kościół, od którego patrona miejscowość otrzymała nazwę Szentmihályfalva. Zgodnie z zachowanymi informacjami został on zburzony przez Turków ok. 1570 roku.
Po okupacji tureckiej miejscowość została własnością rodziny Werbőczi, a potem Perczel. Na początku XVIII wieku jej nazwa, z niewiadomych powodów, została zmieniona na Büdősfa. Dzisiejszą nazwę Rózsafa otrzymała w 1899 roku.
Na początku XX wieku należała do powiatu Szentlőrinc w komitacie Baranya. W czasie spisu ludności w 1910 roku w Rózsafa było 612 mieszkańców, z czego 609 Węgrów. Z tego 99 rzymskich katolików, 510 kalwinów i 3 luteranów.
Według spisu ludności w 2001 roku było tu 399 mieszkańców, a według danych z 1 stycznia 2008 roku w Rózsafa mieszkało 393 osoby.

## Osobliwości
- kościół luterański
- pałac Perczel
- pomnik Sebestyéna Tinódiego Lantosa

Zgodnie z tradycją na granicy miejscowości Rózsafa znajdowała się wieś Tinódfalva, która później została zniszczona. Miejsce urodzenia Sebestyéna Tinódiego do dzisiaj zwane jest w Rózsafa jako Tinódzka rola (Tinódi dűlő). W 1981 roku odsłonięto tu tablicę pamiątkową, a na terenie miejscowej spółdzielni produkcyjnej ustawiono popiersie Tinódiego. W centrum wsi, na niestety już nieczynnej grającej studni, na płaskorzeźbie, uwieczniony jest kompozytor pieśni historycznych. W 1986 roku utworzone w miejscowości stowarzyszenie edukacyjne otrzymało imię Tinódiego. Ostatnio natomiast do herbu miejscowości trafił jego instrument.